# Plan International
A Plan International é uma organização não-governamental humanitária, sem filiação política ou religiosa, presente em 70 países. 
Fundada em 1937, na Espanha, a Plan International é uma das maiores e mais antigas organizações pelo desenvolvimento das crianças do mundo. O trabalho da Plan International é baseado no compromisso de garantir que as crianças tenham acesso aos seus direitos.

## Missão
A Plan International trabalha para conseguir melhorias duradouras na qualidade de vida das crianças menos favorecidas de países em via de desenvolvimento, por meio de processos que unam as pessoas de diversas culturas e acrescentem significado e valor às suas vidas.

## História
A Plan International foi fundada há mais de 75 com a missão de promover e proteger os direitos das crianças. A organização foi criada pelo jornalista britânico John Langdon-Davies e pelo trabalhador refugiado Eric Muggeridge, em 1937, com o objetivo original de fornecer alimentação, alojamento e educação para as crianças cujas vidas foram interrompidas pela Guerra Civil Espanhola.
Langdon-Davies concebeu a ideia de um relacionamento pessoal entre uma criança e um patrocinador — um modelo que coloca a criança no centro, e continua a ser a essência do trabalho da Plan. 
Hoje, a Plan International é uma organização global que trabalha em 51 países em desenvolvimento, para promover os direitos da criança e tirar milhões delas da pobreza.

## Cronologia
1937 — Em 1937, a Plan International foi fundada como Foster Parents Plan for Children in Spain para ajudar as crianças que tiveram suas vidas afetadas pela Guerra Civil Espanhola.
1940's — Durante a Segunda Guerra Mundial, a organização ficou conhecida como Foster Parents Plan for War Children e trabalhou na Inglaterra, ajudando as crianças refugiadas de toda a Europa. Depois da guerra, a Plan estendeu sua ajuda às crianças na França, na Bélgica, na Itália, na Holanda, na Alemanha, na Grécia e brevemente na Polônia, Checoslováquia e China.
1950's — Com a Europa recuperada, a organização foi movida a trabalhar fora desses países e abriu novos programas em países menos desenvolvidos. A referência de "crianças na guerra" foi removida e a organização passou a se chamar Foster Parents Plan Inc., para refletir o objetivo de proporcionar uma mudança duradoura para a vida das crianças carentes, independentemente das suas circunstâncias.
1960's — A Plan International expandiu seus trabalhos para a Ásia e para os países da América do Sul. Em 1962, a primeira-dama dos Estados Unidos, Jacqueline Kennedy tornou-se presidente honorária durante o Jubileu de Prata da Plan.
1970's — O nome global da organização se tornou Plan International e seus programas foram estendidos à América Latina e Caribe, Ásia e África.
1980's — Bélgica, Alemanha, Japão e Reino Unido uniram-se ao Canadá, aos Estados Unidos, à Austrália e à Holanda e tornaram-se países doadores. A Plan International foi, então, reconhecida pelo Conselho Econômico e Social das Nações Unidas.
1990's — Em comemoração aos 60 anos de ajuda às crianças, foram inaugurados escritórios na França, Noruega, Finlândia, Dinamarca, Suécia e República da Coreia.
2000's — O número de países doadores aumentou para 21 e foram abertos escritórios na Colômbia, Índia, Irlanda, Itália, Hong Kong, Espanha e Suíça. A Plan International ajuda no combate ao Ebola.
Hoje — Em 2014, a Plan International passou a trabalhar em 51 países em desenvolvimento pela África, Ásia e Américas para promover os direitos das crianças e tirar milhões delas da pobreza. A Plan International trabalhou, em 2014, com 86.676 comunidades. As áreas de trabalho da Plan têm uma população de 164,9 milhões de pessoas, incluindo 81,5 milhões de crianças.
2015 - A Plan International ajuda na reconstrução do Nepal após o terremoto. Anne-Birgitte Albrectsen, ex-oficial da Organização das Nações Unidas (ONU) e diplomata dinamarquesa, torna-se a nova CEO da Plan International.

## A Plan International no Brasil
No Brasil, a Plan International Brasil desenvolve programas e projetos desde 1997, com o objetivo de capacitar e empoderar crianças, adolescentes e suas comunidades, para que adquiram competências e habilidades que os ajude a transformar a sua realidade. A intenção da organização é que as crianças e os jovens sejam protagonistas de sua própria história e que as comunidades conduzam o seu próprio desenvolvimento. Para que isso que aconteça, a Plan International Brasil trabalha dentro de 4 eixos:
Infância saudável (0 a 6 anos)
Os projetos desse eixo programático visam desenvolver competências dos pais, cuidadores e organizações comunitárias para os cuidados necessários em relação às mulheres grávidas e crianças entre 0 e 6 anos, bem como dar assessoria aos órgãos governamentais no desenvolvimento de políticas públicas de direitos humanos.
Aprendizagens para uma vida ativa e saudável (7-17 anos) — Este programa tem como objetivo aumentar a qualidade de ensino nas escolas, em ambientes livres de violência e de discriminação, reforçando também questões sobre direitos sexuais e reprodutivos.
Empoderamento econômico de jovens e mulheres — São projetos que têm como objetivo apoiar adolescentes, jovens e mulheres de áreas rurais e urbanas – especialmente de comunidades quilombolas, indígenas ou que dependam de atividades de subsistência – para garantir emprego e recursos para seus negócios.
Promoção dos direitos das crianças e adolescentes contra violência e riscos de desastres — Este programa desenvolve e estimula capacidades de crianças, adolescentes e líderes das comunidades na mobilização social, para que os órgãos governamentais cumpram com suas obrigações oferecendo serviços, programas e garantias de proteção integral. Também visa a prevenção da violência contra as crianças e adolescentes, além de preparar a comunidade e autoridades locais contra desastres e situações de emergência.